# Time de Resposta Rápida
Times de Resposta Rápida fazem parte de um sistema (Sistemas de Resposta Rápida) de atendimento intra-hospitalar com objetivo de prevenção de agravos de pacientes internados. Os Times de Resposta Rápida podem ser liderados por médicos (Times de Emergência Médica) ou por enfermeiros, sendo que sua ativação costuma ser realizada através de rápida comunicação, com critérios de disparo bem definidos.
- Objetivos

O principal objetivo dos Times de Resposta Rápida (TRR) é reduzir o número de paradas cardiorrespiratórias (PCRs) não esperadas, a qual seria o principal agravo do paciente internado. Para isso os TRR utilizam parâmetros objetivos, especialmente alterações dos sinais vitais e subjetivos, como a impressão da equipe do paciente para tentar prever as PCRs. Vários modelos foram testados e são utilizados pelo mundo, com variações tanto na ativação como no atendimento.
- Estruturação

Segundo o livro "Textbook of Rapid Response Systems" os Sistemas de Resposta Rápida estruturam os TRRs, através de uma organização que envolve uma braço aferente, um braço eferente, um braço administrativo e um braço de gestão.
Braço Aferente
O braço mais importante do Sistema de Resposta Rápida (SRR) é o que envolve a ativação do sistema e é o único dos braços que não são constituídos pela equipe treinada para ser do SRR. Envolve a vigilância dos pacientes para prever os agravos, através de aferição de sinais vitais, avaliação contínua dos pacientes e, em alguns casos, preenchimento de escores de triagem.
Braço Eferente
Formado pelas equipes treinadas para fornecer o atendimento aos pacientes, uma vez que o sistema foi ativado. Faz sua avaliação objetiva, em geral de forma presencial e oferece suporte à equipe responsável pelo paciente.
Braço Administrativo
Dá o suporte necessário ao SRR em diversos quesitos, como reposição de insumos, elaboração de protocolos, contratação de equipe e avaliação de retorno do investimento da instituição.
Braço de Gestão
Faz a avaliação contínua dos resultados do TRR e avalia onde e como pode-se expandir a sua atuação.
No Brasil, os TRR tem sido implantados há anos e já estão presentes em diversas instituições particulares e privadas.
1. ↑  DEVITA,, Michael A (2011). Textbook of Rapid Response Systems. New York, NY, USA: Springer. 438 páginas
2. ↑  DEVITA, Michael A.; HILLMAN, Ken ; BELLOMO, Rinaldo (Org.). Textbook of Rapid Response Systems: Concept and Implementation. 1ª. ed. New York, NY, USA: Springer, 2011. 438 p. v. I. Disponível em: <http://www.springer.com>
3. ↑  JONES, Daryl A.; DEVITA, Michael A.; BELLOMO, Rinaldo. Rapid-Response Teams: Current Concepts. The New England Journal of Medicine, Massachusetts Medical Society, n. 365, p. 139146, jul. 2011. Disponível em: <http://nejm.org>. Acesso em: 26 fev. 2013